# Kazimierz Wysota
Kazimierz Tadeusz Wysota (ur. 2 marca 1954 w Czajkowie) – polski aktor.

## Życiorys
W 1978 r. ukończył Państwową Wyższą Szkołę Teatralną im. Ludwika Solskiego w Krakowie. Zadebiutował na scenie 29 października 1978 r. Pełnił funkcję wiceprzewodniczącego ZG ZZAP (Związku Zawodowego Aktorów Polskich).
Występował w teatrach: imienia Aleksandra Węgierki w Białymstoku (1978–1980), Teatrze Współczesnym we Wrocławiu (1980–1985). Od 1985 r. aktor Teatru Powszechnego w Warszawie. W latach 2007–2018 grał Bogdana Zwoleńskiego w serialu Barwy szczęścia, emitowanym w TVP2.
Jego żoną była Joanna Ładyńska-Wysota (zm. 2008), jest ojcem Witolda Wysoty.

## Filmografia
- 1979: Do krwi ostatniej... jako oficer radziecki pod Lenino
- 1981: Wielki bieg jako zawodnik
- 1981: Rdza jako Michał, syn Bryły
- 1981: Był jazz jako Mikołaj
- 1982: Wilczyca jako huzar
- 1982: Przeklęta ziemia jako pielęgniarz
- 1983: Szkatułka z Hongkongu jako krupier
- 1983: Stan wewnętrzny jako Krzyś, młody członek jachtklubu
- 1984: Trapez jako obsada aktorska (odc. 1)
- 1984: Remis jako Jurek Bień, piłkarz „Białych”
- 1985: Przyłbice i kaptury jako książę Siemaszko
- 1985: Och, Karol jako kolega Karola
- 1985: Mokry szmal jako kolega Antka
- 1985: Kukułka w ciemnym lesie jako żołnierz brytyjski
- 1986: Zmiennicy jako podrywacz w taksówce (odc. 6)
- 1986: Tulipan jako Olek, realizator wywiadu z „Tulipanem” (odc. 6)
- 1987: Wielki Wóz jako porucznik Stanisław Szymański
- 1987: Rajski ptak jako niepełnosprawny
- 1988: Mistrz i Małgorzata jako śpiewający urzędnik (odc. 2)
- 1988: Crimen jako Kaźko Rosiński, brat Stacha
- 1988: Akwen Eldorado jako Trynio
- 1988–1990: W labiryncie jako doktor Witold Zych, przyjaciel Duraja, lekarz prowadzący Franciszka Hanisza
- 1989: Żelazną ręką jako ksiądz
- 1989: Virtuti jako porucznik Jerzy Brejer
- 1990: Zabić na końcu jako amant
- 1990: W środku Europy jako brat Bożeny
- 1990: Napoleon jako generał francuski (odc. 1)
- 1990: Dom na głowie jako Tomasz (odc. 3)
- 1991: Kuchnia polska jako milicjant pałujący Jacka (odc. 4)
- 1992: 1968. Szczęśliwego Nowego Roku jako milicjant
- 1993: Czterdziestolatek. 20 lat później jako policjant dyżurny
- 1995: Pestka jako motorniczy tramwaju, który potrącił Agatę
- 1995: Młode wilki jako celnik
- 1997: Klan jako dostawca ze sklepu meblowego „Cezar”
- 1998: Ekstradycja 3 jako Radosław Melski, wiceminister finansów (odc. 5)
- 2000: Dom jako „monter” zakładający podsłuch w mieszkaniu Pocięgły (odc. 24)
- 2000: 13 posterunek 2 jako prokurator (odc. 32)
- 2002: Samo życie jako Marian, taksówkarz zaprzyjaźniony z redakcją gazety „Samo Życie”
- 2003: Męskie-żeńskie jako Marian z Częstochowy
- 2004: Masakra w klasztorze jako własowiec
- 2004: Kryminalni jako sąsiad Pawełczyka (odc. 10)
- 2007: Ryś jako Omlet
- 2007: Ogród Luizy jako lekarz
- 2007–2018: Barwy szczęścia jako Bogdan Zwoleński, ojciec Magdy i Natalii
- 2014: Lekarze jako Aleksander Wolszczak, ojciec Kingi (odc. 56)
- 2015: Na dobre i na złe jako Marian Kordoń, były mąż Janiny (odc. 610)
- 2021:  Żeby nie było śladów jako Gładysz

## Teatr TV
- 2008: Mord założycielski jako Władysław Skowroński
- 2000: Śmierć za śmierć, czyli dobry chłopiec jako przedstawiciel stowarzyszenia
- 1995: Cyd jako szlachcic I
- 1994: Ostatni dzień Anny Kareniny jako Michajło
- 1994: Na szkle malowane jako Żandarm Gorący
- 1994: Kordian
- 1994: Całkowite zaćmienie jako Etienne Cariat
- 1991: 4 X Reżyser („Zakamarki niepamięci”) jako dyrektor
- 1990: Przerwa w podróży
- 1989: Psie serce jako pacjent II
- 1988: Zapisz to Miron
- 1988: Sąsiadka jako sąsiad
- 1988: Kolabo-Song
- 1988: Dacza jako Stefan
- 1987: Obora jako uczeń
- 1980: Irkucka historia jako Denis

## Dubbing
- 1996: O czym szumią wierzby – Sprzedawca
- 2001: Harry Potter i Kamień Filozoficzny – Vernon Dursley
- 2002: Harry Potter i Komnata Tajemnic – Vernon Dursley
- 2004: Harry Potter i więzień Azkabanu – Vernon Dursley
- 2007: Harry Potter i Zakon Feniksa – Vernon Dursley
- 2009: Janosik. Prawdziwa historia
- 2009: Dzieci Ireny Sendlerowej – Trojan
- 2010: Harry Potter i Insygnia Śmierci: Część I – Vernon Dursley